# 尼亚佐夫的个人崇拜

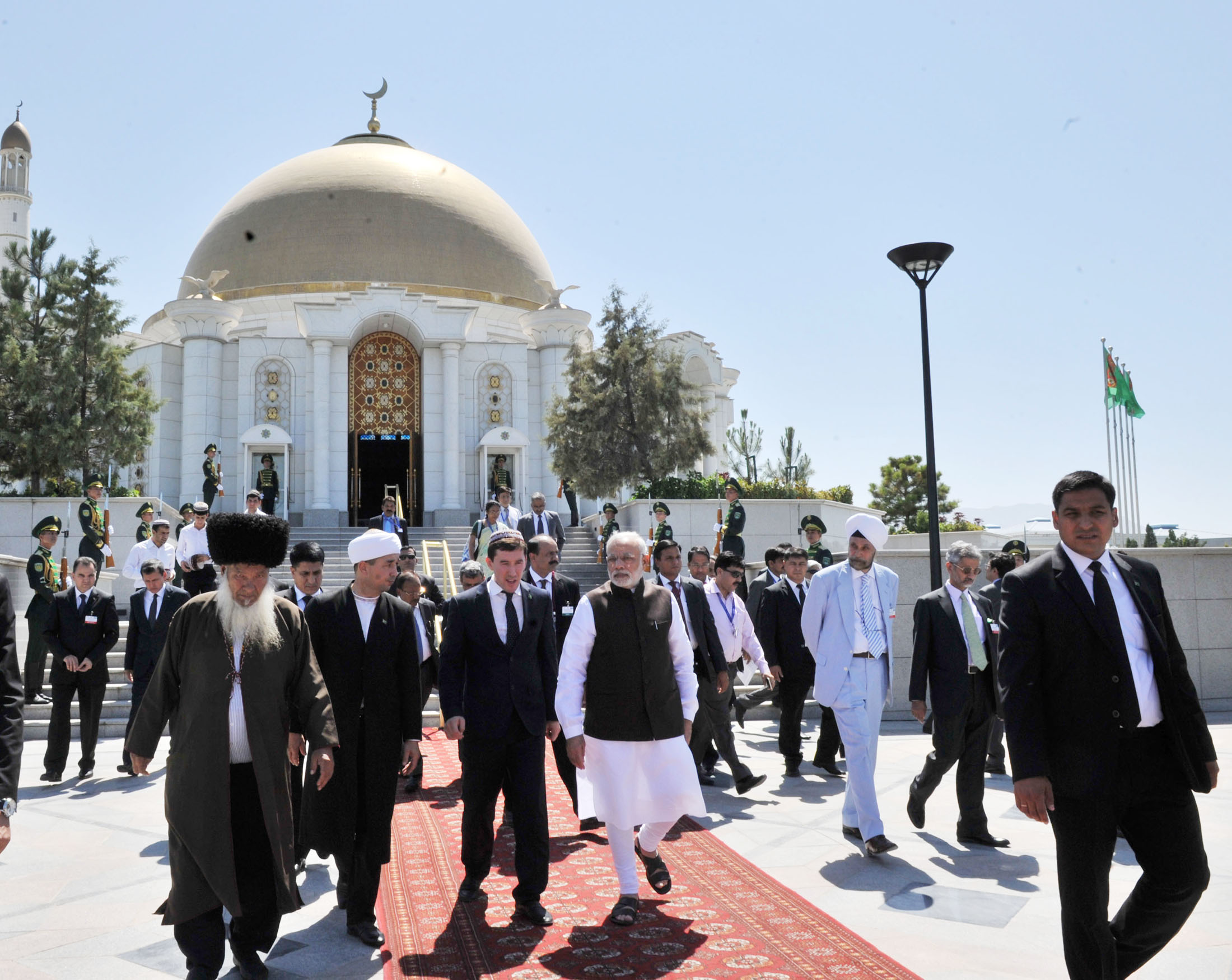
土庫曼巴希陵寢

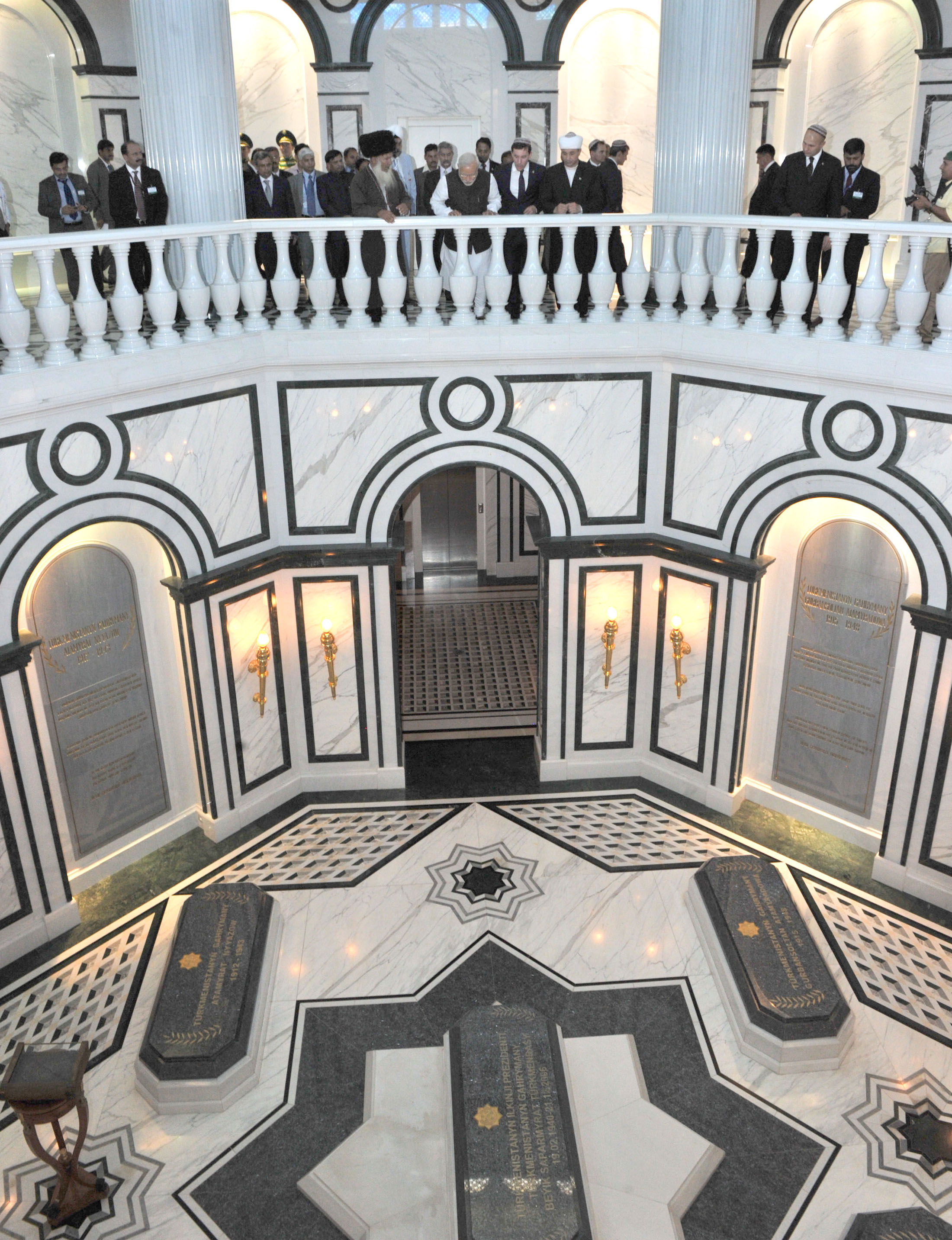
陵寢內的尼亞佐夫棺柩

薩帕爾穆拉特·阿塔耶維奇·尼亞佐夫（1940年2月19日—2006年12月21日）是土庫曼斯坦政治人物與獨裁者，出生於阿哈尔州，土庫曼族出身。自1985年12月起成為土庫曼斯坦共產黨第一書記（最高領導人），1991年蘇聯解体後，經過1992年6月的第二次總統選舉，成為土庫曼斯坦總統，1999年12月再經第5屆人民委員會、長老會議和民族復興運動聯席會議決定授予他終身總統之權利；任內一直實施威权統治和極端個人崇拜，並封鎖邊境、禁止體育活動、鑄造多個他本人的銅像等。他自封「土庫曼巴希」（意為「所有土庫曼人的領袖」），並將土庫曼一座城市以此更名。2006年12月21日土庫曼斯坦總統事務管理局公佈他於当地时间（UTC+5）凌晨1點10分因心臟驟停逝世，享年66岁。其遺體葬於首都郊區的吉普恰克清真寺境內之陵寢。

## 历史
随着东欧剧变和紧随而来的苏联解体，土库曼斯坦于1991年10月27日独立。和除了波罗的海三国以外的大多数前苏联加盟国一样，苏联的解体并没有促进这些国家的民主化进程，土库曼斯坦和其他前苏联国家一样在苏联解体后被一个新的独裁政体所替代。
尼亞佐夫于1990出任土庫曼總統，直到2006年過世，執政長達16年。他寫了一本書，書名是《心靈之書》，透過詩歌、故事和說教，談論道德、政治、歷史、社會等問題。他要求學生每星期花一小時閱讀《心靈之書》，要求各級學校學生畢業考，必須考核他們是否能背誦《心靈之書》裡面他的語錄，人們升大學考試時，或求職考試，也要考核他們是否能背誦他的語錄。

## 行为
和罗马尼亚前总统一样，尼亚佐夫在巩固政权后，也开始效仿金家世袭政权的个人崇拜模式建立自己的个人崇拜。
從1990年起，他開始兼任總統、總理和總司令，並六次獲得土庫曼斯坦英雄榮譽稱號。在尼亞佐夫統治期間，他长期位於世界十大獨裁者排行榜前列。據說這些年來該國全部的預算都存進了尼亞佐夫的個人賬戶中。

### 教育和科技改革
根據尼亞佐夫的指令，中小學教育被縮減到9年，高等教育則縮減到2年。中小學中不再有體育課和勞動課，取而代之的是職業教育。土庫曼科學院被徹底關閉。此外，他還下令關閉街道圖書館，認為“反正沒人會去。”

### 封鎖網路
尼亞佐夫時代，土庫曼所有提供網路服務的企業被勒令禁止活動，網吧被關閉。

### 關閉除了首都之外全國所有醫院
尼亞佐夫認為，“我們需要那麼多醫院幹啥？誰要是病了，他能來阿什哈巴德看病。”除此之外，他宣布包括霍亂和愛滋病在內的所有傳染病都是非法，因此禁止以任何方式提及它們。

### 取消養老金
根據尼亞佐夫的看法，老人應由其成年子女贍養。根據媒體的報導，“當退休工人得知，他們的退休金被完全或部分剝奪後，他們有的暈倒，有的中風，有的直接死在了郵局、銀行和社保機構。”

### 禁止文娛演出
“如果土庫曼人的血液裡沒有芭蕾的成分，那又怎麼可能讓他們愛上芭蕾？”尼亞佐夫捫心自問。“歌劇也不是我們土庫曼人的藝術。我和妻子有一回不巧在列寧格勒看了歌劇《伊戈爾王》，一點都聽不懂。”他回憶道。同時，土庫曼全境的音樂廳和馬戲團同樣也被關閉。

### 禁止化妝
全體公民都被禁止使用化妝品，尤其是電視主持人。土庫曼人還被禁止染髮，儘管尼亞佐夫自己從2002年開始就一直把頭髮染黑。他還禁止年輕男子蓄長髮、大鬍子和小鬍子。

### 禁止鑲金牙
尼亞佐夫認為，“學校教師抱怨自己收入低，可牙倒是金的。要是老師的嘴巴裡都是金子，那國際組織的代表們怎麼會相信你們窮啊？這不是我們的文化，不是我們的傳統。”

### 設立甜瓜節
“這一安拉的禮物擁有光榮的歷史，”土庫曼電視節目宣布，“我們偉大的領袖非常熱愛自己的國家，他頌揚美味哈密瓜之名，並把它的地位提升到全國節日。”

### 宣布性愛是國務
尼亞佐夫確信，“每個真正的土庫曼人，都應該將自己等同於祖國及其文化和習俗。對於一個真正的公民來說，性行為過去是、現在也是繁衍後代的步驟，是一項徹底的國家行為。土庫曼民族的先進文化中不應有個人愉悅的成分。”

### 讓自己的名字不朽
尼亞佐夫進行個人崇拜的關鍵一步就是運用“土庫曼巴希”這個名字。工廠、農場、學校甚至各地生產的商品都以“土庫曼巴希”冠名。每一名軍人和大學生都應該佩戴印有領袖頭像的手錶。中小學生必須在每天早上上課前宣誓：“如果我背叛了偉大的薩帕爾穆拉特·土庫曼巴希，就讓我的心臟停止跳動。”

### 用自己的雕像裝飾全國
尼亞佐夫於統治期間在國內為自己樹立了1萬4000座雕像。其中最著名的一座位於首都阿什哈巴德，高75米的鍍金尼亞佐夫雕像會永遠面朝太陽的方向緩緩旋轉。

### 為自己樹立“非金石的紀念碑”
尼亞佐夫撰寫了“全體土庫曼人的聖書”。根據作者尼亞佐夫的說法，《靈魂之書》（《魯赫納瑪》）是土庫曼人歷史成就之精華。專家鑑定認為，書中大部分內容都是抄來的。

### 創設土庫曼曆
尼亞佐夫更改了月份和一周每日的名稱。比如，一月用自己的名字命名，四月用了母親的名字。九月則用他心靈探索的結晶——《靈魂之書》來命名。

### 為首都的街道改名
開始用從2000起的數字表明街道名稱，因為2000年“象徵著土庫曼民族歷史的新紀元”。然而，用尼亞佐夫本人和他親戚名字命名的街道和區域卻沒有被改名。

## 后尼亚佐夫时代
2007年，土库曼斯坦新总统别尔德穆哈梅多夫宣布铲除土库曼前总统尼亚佐夫的塑像，同时宣布土库曼的学生期末考试取消鲁赫纳玛的内容，西方媒体普遍认为这是土库曼从封闭走向开放的象征。
尽管土库曼新总统做出了一些不同于前总统尼亚佐夫的政策，但是一些批评人士认为别尔德穆哈梅多夫的“新政”只是“装点门面而已”。然而新总统在掌握政权后塑造了属于自己的个人崇拜。